# Lijst van burgemeesters van Waarder
Dit is een lijst van burgemeesters van de voormalige Nederlandse gemeente Waarder die op in februari 1964 voor het grootste deel is opgegaan in de gemeente Driebruggen. De functie van burgemeester werd in de gemeenten Barwoutswaarder, Waarder en Rietveld door dezelfde persoon vervuld.
| Ambtsperiode | Naam burgemeester                       | Bijzonderheden                                                      | Reden aftreden                                      |
| ------------ | --------------------------------------- | ------------------------------------------------------------------- | --------------------------------------------------- |
| 1817-1825    | Jan Gijsbert Schuak                     | tevens notaris te Woerden en schout van Zegveld                     | overleden                                           |
| 1825-1855    | Cornelis Jan Bredius                    | later tevens burgemeester van Zegveld en van Woerden                | ontslagen op verzoek                                |
| 1855-1877    | Jacobus Bredius                         | zoon van zijn voorganger                                            | benoemd tot ambtenaar OM te Leiden                  |
| 1877-1907    | Aart Knijff Hzn.                        | steenfabrikant, vh. wethouder van Rietveld                          | ontslag in verband met gezondheidsredenen           |
| 1907-1919    | Frans Mahlstede                         | vh. burgemeester van Heerjansdam                                    | ontslag in verband met gezondheidsredenen           |
| 1919-1939    | Pieter Jonker Brunt                     | pan- en steenfabrikant, vh. wethouder van Rietveld, tevens Kamerlid | gepensioneerd                                       |
| 1940-1947    | Marine Jan Everard Kwint                | vh. burgemeester van Koudekerk a/d Rijn                             | benoemd tot burgemeester van Leusden en Stoutenburg |
| 1947-1951    | Herman (H.H.C.) Vos                     | vh. werkzaam in het bankwezen en reserve-officier                   | benoemd tot burgemeester van Woerden                |
| 1951-1956    | Arnoldus (A.) van Walsum (wnd)          | vh. burgemeester van Zwolle, waarnemend burgemeester                | gepensioneerd                                       |
| 1956-1962    | Dries (D.) Zielhuis (wnd)               | vh. gemeentesecretaris van Barwoutswaarder c.a.                     | benoemd tot burgemeester van Benschop c.a.          |
| 1962-1964    | Maarten Gerrit (M.G.) Groenenberg (wnd) | vh. gemeentesecretaris van Barwoutswaarder c.a.                     | benoemd tot burgemeester van Driebruggen            |